# 小行星5069
小行星5069（英語：5069 Tokeidai）是一颗围绕太阳公转的小行星。1991年8月16日，渡邊和郎在札幌市发现了此天体。
这颗小行星的绝对星等为81.40648068177704等。